# Ringo Mühlmann

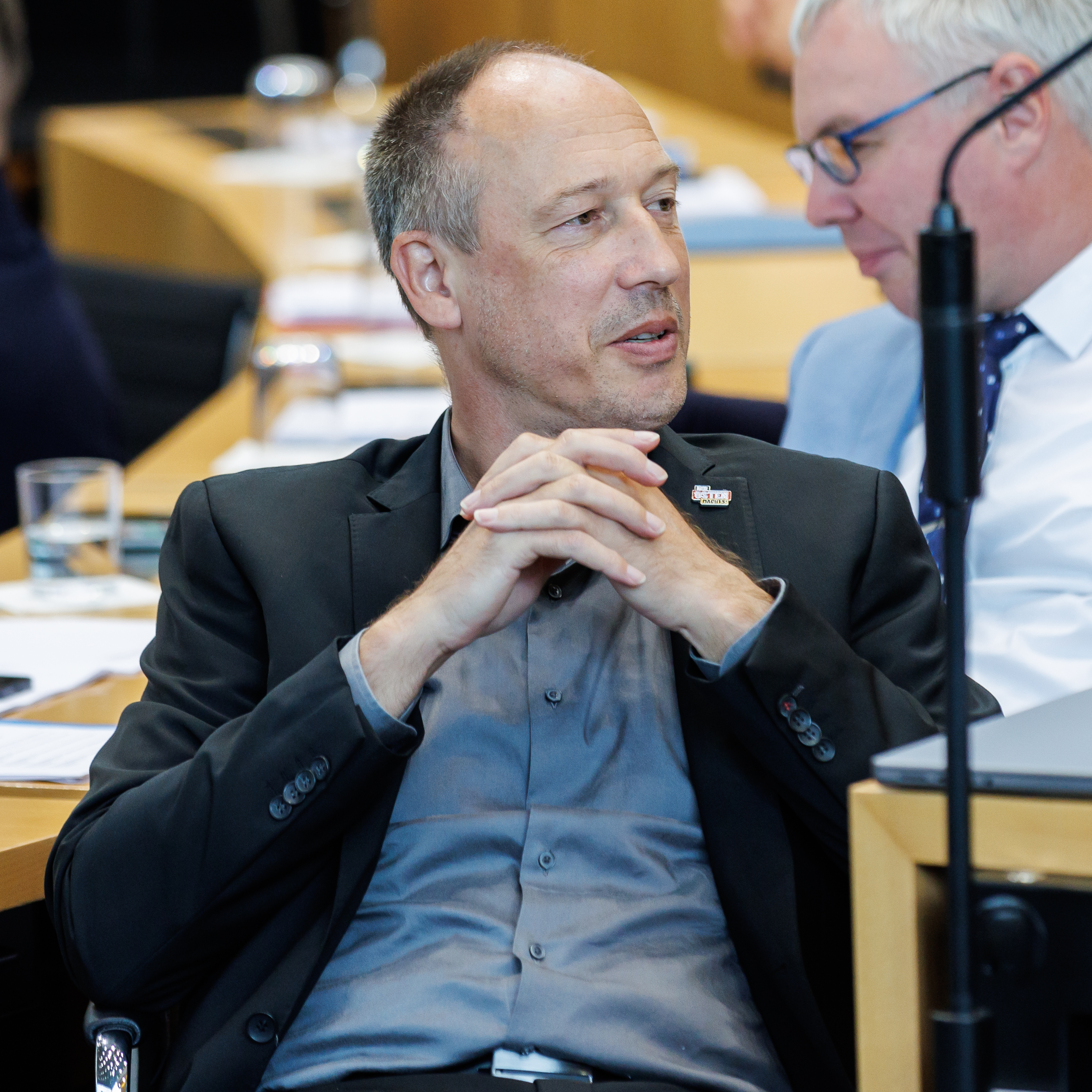
Mühlmann (2024)

Ringo Mühlmann  (* 1975 in Pößneck) ist ein deutscher Politiker (AfD). Er ist seit 2019 Mitglied des Thüringer Landtages.

## Leben
Mühlmann absolvierte eine Ausbildung zum Polizeibeamten. Er war ab 2009 als Polizeivollzugsbeamter beim Landeskriminalamt Thüringen tätig und fungierte dort als stellvertretender Pressesprecher. Aufgrund der Doppelfunktion von parteipolitischer Tätigkeit als Mitglied im Landesvorstand der AfD Thüringen und als Mitarbeiter der Pressestelle des LKA wurde er 2017 im Rahmen der Geschäftsaushilfe ins Thüringer Innenministerium versetzt.
Bei der Landtagswahl in Thüringen 2019 gelang Mühlmann der Einzug als Abgeordneter in den Thüringer Landtag auf einem Listenplatz. Bei der Landtagswahl 2024 zog er über das Direktmandat im Wahlkreis Saale-Orla-Kreis II in den Landtag ein.